# Live Shit: Binge & Purge
Live Shit: Binge & Purge är en samlingsbox innehållande tre CD- och två DVD-skivor släppt av hårdrocksbandet Metallica. Boxen släpptes 1993. Boxen släpptes ursprungligen tillsammans med tre vhs-kassetter, men har nu ungefär 10 år efteråt kommit ut i en ny form där kassetterna ersatts mot dvd-skivor. Sammanlagt är det tre konserter som finns i boxen. En från Mexiko, en från San Diego och en från Seattle. På en av dvd:erna finns ett bildgalleri med 60 stycken bilder. Boxen erbjuder även många sällsynta livelåtar som "The Unforgiven" (där James Hetfield skiftar mellan akustisk gitarr och elgitarr). Boxen släpptes under Metallicas storhetstid, varför det finns många låtar från "The Black Album", dock inte på Seattle-skivan.

## Låtlista
Disc 1
1. "Enter Sandman" (Hammett, Hetfield, Ulrich) - 7:27
2. "Creeping Death" (Burton, Hammett, Hetfield, Ulrich) - 7:28
3. "Harvester of Sorrow" (Hetfield, Ulrich) - 7:18
4. "Welcome Home (Sanitarium)" (Hammett, Hetfield, Ulrich) - 6:39
5. "Sad But True" (Hetfield, Ulrich) - 6:07
6. "Of Wolf and Man" (Hammett, Hetfield, Ulrich) - 6:22
7. "The Unforgiven" (Hammett, Hetfield, Ulrich) - 6:48
8. Justice Medley (Hammett, Hetfield, Newsted, Ulrich) - 9:38
  - "Eye of the Beholder"
  - "Blackened"
  - "The Frayed Ends of Sanity"
  - ".. And Justice for All"
9. "Solos (Bass/Guitar)" - 18:48

Disc 2
1. "Through the Never" (Hammett, Hetfield, Ulrich) - 3:46
2. "For Whom the Bell Tolls" (Burton, Hetfield, Ulrich) - 5:48
3. "Fade to Black" (Burton, Hammett, Hetfield, Ulrich) - 7:12
4. "Master of Puppets" (Burton, Hammett, Hetfield, Ulrich) - 4:35
5. "Seek and Destroy" (Hetfield, Ulrich) - 18:08
6. "Whiplash" (Hetfield, Ulrich) - 5:33

Disc 3
1. "Nothing Else Matters" (Hetfield, Ulrich) - 6:21
2. "Wherever I May Roam" (Hetfield, Ulrich) - 6:32
3. "Am I Evil?" (Harris, Tatler) - 5:41
4. "Last Caress" (Danzig) - 1:24
5. "One" (Hetfield, Ulrich) - 10:27
6. "Battery" (Hetfield, Ulrich) - 10:04
7. "The Four Horsemen" (Hetfield, Mustaine, Ulrich) - 6:07
8. "Motorbreath" (Hetfield) - 3:14
9. "Stone Cold Crazy" (Deacon, May, Mercury, Taylor) - 5:32

Dvd 1
1. "Enter Sandman"
2. "Creeping Death"
3. "Harvester of Sorrow"
4. "Welcome Home (Sanitarium)"
5. "Sad But True"
6. "Wherever I May Roam"
7. "Bass Solo"
8. "Through the Never"
9. "The Unforgiven"
10. Justice Medley
  - "Eye of the Beholder"
  - "Blackened"
  - "The Frayed Ends of Sanity"
  - "..And Justice for All"
11. "Drum Solo"
12. "Guitar Solo"
13. "The Four Horsemen"
14. "For Whom the Bell Tolls"
15. "Fade to Black"
16. "Whiplash"
17. "Master of Puppets"
18. "Seek & Destroy"
19. "One"
20. "Last Caress"
21. "Am I Evil"
22. "Battery"
23. "Stone Cold crazy"

Dvd 2
1. "Blackened"
2. "For Whom the Bell Tolls"
3. "Welcome Home (Sanitarium)"
4. "Harvester of Sorrow"
5. "The Four Horsemen"
6. "The Thing that Should Not Be"
7. "Master of Puppets"
8. "Fade to Black"
9. "Seek & Destroy"
10. "...And Justice for All"
11. "One"
12. "Creeping Death"
13. "Battery"
14. "Frayed Ends Of Sanity (Part Of/Beginning)"
15. "Last Caress"
16. "Am I Evil"
17. "Whiplash"
18. "Breadfan"